# A váci székesegyház orgonái
A váci székesegyházban két orgona található. Ezek közül a nagyorgona hárommanuálos, pedálos, elektropneumatikus rendszerű és 54 regiszteres. A karorgona egymanuálos, pedálos, pneumatikus kúpláda rendszerű és 5 regiszteres.

## A nagyorgona története

### (1904–1923)
A kóruson ma is álló nagyorgona gróf Csáky Károly püspök saját adománya a székesegyház javára. Természetesen a kóruson korábban is állt orgona, mely nagyságrenddel kisebb barokk hangszer volt, mely a márianosztrai kegytemplomba került a székesegyházból.
Az akkor monumentálisnak számító hangszert Kratochwill József csömöri plébános tervezte, megépítését pedig a Rieger orgonagyár nyerte meg az Angster orgonagyárral és Országh Sándor orgonaépítővel szemben. Mivel a hatalmas orgonaszekrény az egész karzatot elfoglalta volna, a munkálatok megkezdése előtt a karzatot kiszélesítették, a főhomlokzati ablakot pedig kívülről befalazták. (Ennek következtében a székesegyház szentélye sötét lett.)
Az orgona az akkori ízlés szerint készült, hangképe ma már nem volna megfelelő, de az igaz, hogy a különböző átépítéseket lehetett volna körültekintőbben is végezni, hiszen sok akkori regiszter ma is jó lenne, ha szólhatna.
A Rieger orgonagyár opus 1064. számmal építette meg az orgonát 1904-ben pneumatikus kúpláda rendszerben. 3 manuál 48 regiszteres hangszer, ebből 38 teljes regiszter, a többi kombinált.
Hangképe ezen eredeti orgonának a következő volt: 
| Pedálmű | I. manuál, főmű | II. manuál, pozitívmű | III. manuál, redőnymű |
| --- | --- | --- | --- |
| 1. Majorbass 32’ 2. Contrabass 16’ 3. Violon 16’ 4. Salicetbass 16’ 5. Subbass 16’ 6. Quintbass 10 2/3’ 7. Octavbass 8’ 8. Cello 8’ 9. Födöttbass 8’ 10. Octav 4’ 11. Posaune 16’ 12. Trombita 8’ | 13. Principal 16’ 14. Bourdon 16’ 15. Principal 8’ 16. Fugara 8’ 17. Vájtfuvola 8’ 18. Zergekürt 8’ 19. Dolce 8’ 20. Födött 8’ 21. Octav 4’ 22. Viola 4’ 23. Csőfuvola 4’ 24. Zúgókvint 2x 2 2/3’ 25. Cornett 3-5x 8’ 26. Mixtura 6x 2 2/3’ 27. Trombita 8’ | 28. Gyengédfödött 16’ 29. Principal 8’ 30. Hangversenyfuvola 8’ 31. Gamba 8’ 32. Salicional 8’ 33. Csőfuvola 8’ 34. Octav 4’ 35. Fluteoctaviente 4’ 36. Dolce 4’ 37. Mixtura 4x 2 2/3’ 38. Oboa 8’ | 39. Viola 16’ 40. Hegedűprincipal 8’ 41. Flute harmonique 8’ 42. Aeoline 8’ 43. Vox coelestis 8’ 44. Gyengéd födött 8’ 45. Octava 4’ 46. Flute travers 4’ 47. Harmonia aetheria 4x 2 2/3’ 48. Vox humana 8’ |

Felépítésének akkori költsége 24 540 korona volt. Az átvételkor a hangszer kimagasló dicséreteket kapott, közmegelégedés tárgya volt.
Az első csapást a hangszerre az első világháború jelentette, melynek ideje alatt teljesen használhatatlanná vált, de megbecsültségét mutatja, hogy 1918-ban, bár a hangszer használhatatlan volt ónsípjait mégsem rekvirálták háborús célokra, ellentétben a székesegyház 2 harangjával, ez alól ezt a hangszert felmentették.
A háborús idők nehézségeinek leküzdése után 1923-ban a Rieger cég felújította, rendbehozta az orgonát.

### (1940–1950)
Amikor az 1940-es években elkezdődött a székesegyház belső felújítása, természetesen a nagyorgonát is felújították. Ezt akkor az Angster orgonagyár nyerte, aki viszont már átépítéseket is eszközölt a hangszeren, sajnos nem új sípok beépítésével, hanem a régiek elfűrészelésével. A redőnyműről pedig a Vox Humana 8’ nyelvregiszter eltávolították és helyébe tették a Quintadena 8’ regisztert. Valamint mivel a felújítás során bevezették a villanyt a székesegyházba, az orgona is villanymotort kapott, fújtatónak egy Laukhuff gyártmányú Ventus-motort.
Sajnos nem sokáig örülhettek a felújított orgonának, mivel a második világháború a hangszert ismét a pusztulás szélére sodorta. 
1947-ben az Angster cég kitisztította és kijavította a hangszert, valamint ekkor került beépítése a redőnymű Tremoloja is. Az Angster cég már ekkor felhívta a figyelmet, hogy az orgona átfogó felújítása és átépítése halaszthatatlan, de mivel a székesegyház háború előtt megkezdett felújítása még nem ért véget, ezért akkor erről szó sem lehetett.
Három év múlva, 1950-ben kezdődhetett a nagyorgona átfogó felújítása és átépítése, melynek során az eredeti Rieger-orgona kombinált regisztereit nagyobbrészt megszüntették, illetve átépítették, így Angster opus: 1305/a jelzéssel készült el e hangszer, mely 3 manuál 38 regiszteres, amiből 32 valódi regiszter, a többi kombinált volt.
Hangképe akkor a következő volt:
| PEDÁLMŰ | FŐMŰ | POZITÍVMŰ | REDŐNYMŰ |
| --- | --- | --- | --- |
| 1. Principalbasszus 16’ (eredetileg főmű Principal 16’) 2. Apertabasszus 16’ (eredetileg födött Majorbass 32’ a dugó eltávolításával) 3. Violon 16’ (eredetileg Contrabass 16’) 4. Subbass 16’ (eredeti) 5. Födöttbasszus 8’ 6. Fuvolabasszus 8’ (eredetileg Salicettbass 16’) 7. Oktávbasszus 8’ (eredeti) 8. Oktáv 4’ (eredeti) 9. Posaune 16’ (eredeti) | 10. Bourdon 16’ (eredeti) 11. Bourdon 8’ (eredeti) 12. Principal 8’ (eredeti) 13. Vájtfuvola 8’ (eredeti) 14. Zergekürt 8’ (eredeti) 15. Dolce 8’ (eredeti) 16. Oktáv 4’(eredeti) 17. Csöves fuvola 4’ (eredeti) 18. Superoktáv 2’ (új Angster) 19. Cornett 3-5 sor (eredeti) 20. Mixtura 6x 2’ (eredeti átépítve) 21. Oboa 8’ (eredeti áttéve a pozitívról) | 22. Principal 8’ (eredeti) 23. Csövesfuvola 8’ (eredetileg Hangversenyfuvola 8’) 24. Salicional 8’ (eredeti) 25. Oktáv 4’ (kibővítve az eredeti Gamba 8’ elvágásával) 26. Fluteoktáv 4’ (eredetileg Fluteoctaviente 4’) 27. Csöves nasard 2 2/3’ (új Angster) 28. Flute oktáv 2’ (új Angster) 29. Mixtura 4x 2’ (eredeti átépítve) Tremolo | 30. Principal 8’ (eredetileg Hegedűprincipal 8’) 31. Gyengédfödött 8’ (eredeti) 32. Quintadena 8’ (Vox Humana helyett) 33. Aeolin 8’ (eredeti) 34. Oktáv 4’ (eredeti) 35. Traversfuvola 4’ (eredeti) 36. Traversfuvola 2’ (új Angster) 37. Kis quint 1 1/3’ (új Angster) 38. Acuta 4x 1’ (eredetileg Harmonia aetheria átépítve) Tremolo |

### (1962–napjainkig)
A következő változást az 1962-es év jelentette, amikor is az orgona addig középen álló játékasztalát oldalra helyezték, az orgonaszekrényre merőlegesen. Ez azzal a könnyebbséggel járt, hogy a misén orgonáló kántor könnyedén lelátott a szentélybe, viszont az a nagy hátránya keletkezett, hogy az amúgy is lassan mozduló pneumatikus rendszer a túloldalon lévő pozitívmű esetében már óriási késést produkált, valamint maga az orgonista is a másik oldalon elhelyezett pozitívművet eléggé gyengén hallotta. Ezt az áthelyezést 1962-ben Novoth Lajos váci orgonaépítő végezte.
A hetvenes évek végére ezek a hibák a szerkezet elöregedése miatt csak fokozódtak, ezért az elektropneumatikus átépítést és a játékasztal középre való visszahelyezését határozták el, azzal együtt, hogy az orgona század eleji hangképét megváltoztatják a teljes hangpiramis kiépítésével.
Az új elektromos játékasztal 1981 decemberében került kiállításra a székesegyházban. 1982-ben az elektromágneseket felszerelték és a regisztereket átvariálták illetve kiegészítették a magasabb hangfekvések irányába. 1982. karácsonyán az éjféli misén szólalt meg először a felújított és átépített nagyorgona, de a munkálatok még 1983-ban is tartottak. Az új nyelvregiszterek (Posaune 16’, Trombita 8’, Schalmey 8’, Clarion 4’) beszerzése külföldről a Laukhuff cégtől nehézkes volt.
Az akkor kialakított mai hangképe a következő:
| PEDÁLMŰ | I. FŐMŰ | II. POZITÍVMŰ | III. REDŐNYMŰ |
| --- | --- | --- | --- |
| 1. Apertabass 16’ (eredetileg födött Majorbass 32’) 2. Principalbass 16’ (eredetileg főmű Principal 16’) 3. Subbass 16’ (eredeti, ma hozzákötve az eredetileg Salicettbass 16’ elvágva mint Fuvolabasszus 8’) 4. Violon 16’ (eredetileg Contrabass 16’) 5. Födöttbass 8’ (eredeti) 6. Oktáv 4’ (eredeti) 7. Mixtura 4x 2 2/3’ (új) 8. Posaune 16’ (új) | 9. Bourdon 16’ (eredeti) 10. Bourdon 8’ (eredeti) 11. Principal 8’ (eredeti) 12. Vájtfuvola 8’ (eredeti) 13. Zergekürt 8’ (eredeti) 14. Dolce 8’ (eredeti) 15. Oktáv 4’ (eredeti) 16. Csöves fuvola 4’ (eredeti) 17. Superoctav 2’ (Angster) 18. Kornett 3-5x 8’ (eredeti) 19. Mixtura 6x 2’ (eredeti átépítve Angster) 20. Trombita 8’ (új) | 21. Principal 8’ (eredeti) 22. Csöves fuvola 8’ (eredetileg Hangversenyfuvola 8’) 23. Salicional 8’ (eredeti) 24. Oktáv 4’ (kibővítve az eredeti Gamba 8’ elvágásával Angster) 25. Fluteoctaviente 4’ (eredeti) 26. Sesquialtera 2 2/3’ (új az Angster Csöves nasard 2 2/3’ átépítve) 27. Blockflöte 2’ (új) 28. Mixtura 4x 1/3’ (eredeti átépítve) 29. Cimbel 3x 1/2’ (új) 30. Schalmey 8’ (új) 31. Clarion 4’ (új) Tremolo | 32. Gyöngénfödött 8’ (eredeti) 33. Quintadena 8’ (Angster a Vox Humana helyett) 34. Oktáv 4’ (eredeti) 35. Traversflöte 4’ (eredeti) 36. Nyitottéjkürt 2’ (új) 37. Terc 1 3/5’ (új) 38. Kis Quint 1 1/3’ (Angster) 39. Acuta 4x 1’ (eredetileg Harmonia aetheria átépítve Angster) 40. Sifflöte 1’ (új) 41. Oboa 8’ (eredeti) Tremolo |

A digitális hibridjátékasztal beépítésekor (2010) a régi elektromos játékasztalt újra oldalra helyezték. Az orgonaszekrényt megemelték. A II. manuál redőnybe került. Az orgonából az Oboa 8’ regisztert eltávolították, helyére Salicional 8’ került. Beépítésre került egy spanyol trombita kar: 16’, 8’, 4’ fekvésben.
Így jelenleg a III. manuál hangképe a következő:
| 42. Gyöngénfödött 8’ (eredeti) 43. Quintadena 8’ (Angster a Vox Humana helyett) 44. Salicional 8’ (új az Oboa 8’ helyett POM) 45. Oktáv 4’ (eredeti) 46. Traversflöte 4’ (eredeti) 47. Nyitottéjkürt 2’ (új) 48. Terc 1 3/5’ (új) 49. Kis Quint 1 1/3’ (Angster) 50. Acuta 4x 1’ (eredetileg Harmonia aetheria átépítve Angster) 51. Sifflöte 1’ (új) 52. Chamade 16’ (új POM) 53. Chamade 8’ (új POM) 54. Chamade 4’ (új POM) Tremolo |

## A nagyorgona jelenlegi diszpozíciója
| PEDÁLMŰ | I. FŐMŰ | II. POZITÍVMŰ | III. REDŐNYMŰ |
| --- | --- | --- | --- |
| 1. Apertabass 16’ (eredetileg födött Majorbass 32’) 2. Principalbass 16’ (eredetileg főmű Principal 16’) 3. Subbass 16’ (eredeti, ma hozzákötve az eredetileg Salicettbass 16’ elvágva mint Fuvolabasszus 8’) 4. Violon 16’ (eredetileg Contrabass 16’) 5. Födöttbass 8’ (eredeti) 6. Oktáv 4’ (eredeti) 7. Mixtura 4x 2 2/3’ (új) 8. Posaune 16’ (új) | 9. Bourdon 16’ (eredeti) 10. Bourdon 8’ (eredeti) 11. Principal 8’ (eredeti) 12. Vájtfuvola 8’ (eredeti) 13. Zergekürt 8’ (eredeti) 14. Dolce 8’ (eredeti) 15. Oktáv 4’ (eredeti) 16. Csöves fuvola 4’ (eredeti) 17. Superoctav 2’ (Angster) 18. Kornett 3-5x 8’ (eredeti) 19. Mixtura 6x 2’ (eredeti átépítve Angster) 20. Trombita 8’ (új) | 21. Principal 8’ (eredeti) 22. Csöves fuvola 8’ (eredetileg Hangversenyfuvola 8’) 23. Salicional 8’ (eredeti) 24. Oktáv 4’ (kibővítve az eredeti Gamba 8’ elvágásával Angster) 25. Fluteoctaviente 4’ (eredeti) 26. Sesquialtera 2 2/3’ (új az Angster Csöves nasard 2 2/3’ átépítve) 27. Blockflöte 2’ (új) 28. Mixtura 4x 1/3’ (eredeti átépítve) 29. Cimbel 3x 1/2’ (új) 30. Schalmey 8’ (új) 31. Clarion 4’ (új) Tremolo | 42. Gyöngénfödött 8’ (eredeti) 43. Quintadena 8’ (Angster a Vox Humana helyett) 44. Salicional 8’ (új az Oboa 8’ helyett POM) 45. Oktáv 4’ (eredeti) 46. Traversflöte 4’ (eredeti) 47. Nyitottéjkürt 2’ (új) 48. Terc 1 3/5’ (új) 49. Kis Quint 1 1/3’ (Angster) 50. Acuta 4x 1’ (eredetileg Harmonia aetheria átépítve Angster) 51. Sifflöte 1’ (új) 52. Chamade 16’ (új POM) 53. Chamade 8’ (új POM) 54. Chamade 4’ (új POM) Tremolo |
| P+I P+II P+III | I+II I+III I+I super I+II super I+III sub I+III super | II+III II+III super | |

## A karorgona története
A nagyorgona opus jegyzékszáma melletti „/a” jelzés már árulkodik arról, hogy itt más is készült. 1950-ben építette meg Angster a ma is álló karorgonát a kupola alatt. A karorgona pneumatikus kúpláda kivitelben készült, elektromos fújtató motorral 13 050 Ft költségen, opus 1305/b jegyzékszámmal. A székesegyházban való elhelyezése kiváló akusztikai hatást kölcsönöz a kicsiny egy manuál + pedálos hangszernek, szép hangú sípjai mellett.
| PEDÁL         | MANUÁL                                          |
| ------------- | ----------------------------------------------- |
| Subbass 16'   | Bourdon 8’ Octav 4’ Fuvola 4’ Mixtura 4x 2 2/3’ |
| P+M P+M super | SUB/SUPER kopulák                               |

A karorgona 40 évig kisebb javítgatások, hangolások mellett, szépen szolgálta a liturgiát, addig, amíg 1985 júniusában egy székesegyházban tartott filmforgatás alkalmával az egyik karorgonához helyezett reflektor eldőlt, majd égve is maradt, forrósága pedig elhamvasztotta a játékasztal dobogóját, és megégette a mellvéd belső faburkolatát, mely ma is látszik. Ettől kedve a karorgona nem volt használva és nem volt felújítva. A 2007-es évben az alsóvárosi plébánia költségén kezdődött meg a karorgona fokozatos rendbetétele, melynek következtében hangját újra hallhatták, és újra szolgálhatta a liturgiát.